# Sistemi portatili per la potabilizzazione dell'acqua
I sistemi portatili per la potabilizzazione dell'acqua sono dei sistemi utilizzati per potabilizzare l'acqua che si possono trasportare (ovvero con un ingombro abbastanza contenuto).

## Tecniche di potabilizzazione

### Ebollizione
L'ebollizione è il metodo più efficace per la potabilizzazione l'acqua. L'ebollizione dell'acqua uccide i batteri e altri organismi patogeni, come Giardia lamblia e Cryptosporidium parvum, che si trovano in natura in alcuni fiumi e laghi. La temperatura dell'acqua sopra i 70 °C uccide gli agenti patogeni entro 30 minuti, sopra gli 85 °C entro pochi minuti, e alla temperatura di ebollizione (100 °C), la maggior parte degli organismi patogeni sono uccisi mentre altri e delle spore devono essere riscaldati alla temperatura di 118 °C (ad esempio Clostridium botulinum, responsabile del botulismo).

Una temperatura così alta può essere ottenuta operando in un contenitore chiuso; infatti l'ebollizione a pressione atmosferica raggiunge solo i 100 °C, ma operando a pressioni maggiori dell'atmosfera, chiudendo il contenitore, in modo che la trasformazione avvenga a volume costante, è possibile raggiungere all'interno del contenitore temperature più elevate.

### Filtrazione

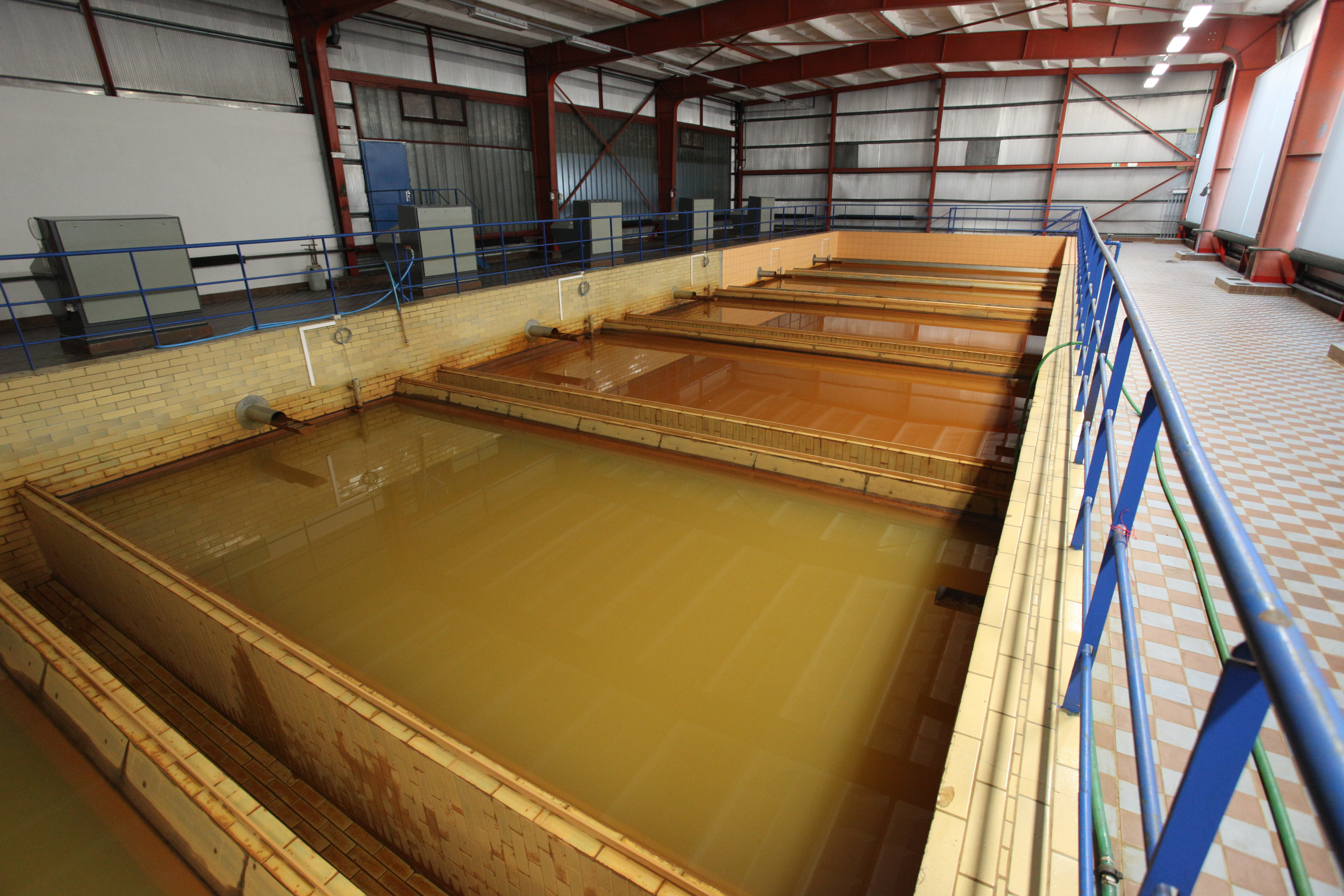
Filtrazione nell'acqua artesiana

I filtri a pompa portatili consistono in filtri ceramici che filtrano da 5000 a 50000 litri per cartuccia, rimuovendo le sostanze contaminanti con dimensioni fino a 0,2-0,3 micrometri. Alcuni utilizzano anche la filtrazione a carboni attivi.
I filtri sono utili contro i batteri e i protozoi, come Cryptosporidium e Giardia lamblia, ma non contro i virus. Infatti i virus hanno delle dimensioni molto minori del diametro dei pori presenti nei filtri, per cui non possono essere bloccati con queste metodologie di tipo meccanico. Per questo è necessaria la disinfezione con delle sostanze chimiche o con i raggi UV dopo la filtrazione. Le sostanze chimiche efficaci includono il cloro, il biossido di cloro, l'ipoclorito di sodio (la varechina) e lo iodio.
Sono stati costruiti dei filtri polimerici e ceramici che comprendevano anche il post-trattamento con lo iodio, ma molti sono scomparsi a causa del fatto che conferivano all'acqua un sapore sgradevole e che l'assunzione dello iodio per periodi protratti può causare danni alla salute.
Gli elementi per la filtrazione agiscono in maniera ottimale nell'eliminazione dei batteri e dei funghi dall'acqua quando sono nuovi, ma con il passare del tempo perdono la loro efficacia e possono costituire dei siti di colonizzazione di agenti patogeni.
Negli ultimi anni l'efficacia di alcuni filtri è stata aumentata con l'aggiunta di nanoparticelle di argento all'elemento ceramico e/o al filtro a carboni attivi, al fine di arrestare la proliferazione degli organismi patogeni.
Piccoli filtri ad osmosi inversa azionati a mano erano stati inizialmente progettati per i militari nei tardi anni ottanta, per l'equipaggiamento per la sopravvivenza, per esempio, da includere a dei gommoni gonfiabili sui velivoli. Sono disponibili delle versioni per i civili. In questi dispositivi, per forzare l'acqua attraverso il filtro, la pressione è fornita da una pompa azionata a mano, simile per la funzione e per l'aspetto ad un ingrassatore. 
Questi dispositivi possono ricavare acqua potabile dall'acqua del mare.

### Adsorbimento con carboni attivi
La filtrazione con carbone attivo granulare utilizza una forma di carbone attivo con ampia area superficiale che adsorbe molti composti, tra cui vari composti tossici. Far passare l'acqua attraverso il carbone attivo è una tecnica usata spesso insieme a filtri con pompaggio manuale per contrastare una contaminazione organica, il gusto, o odori sgradevoli. I filtri a carboni attivi non sono normalmente usati come tecniche di depurazione principale nei dispositivi portatili di depurazione delle acque, ma piuttosto come mezzo secondario per complementare un'altra tecnica di purificazione. È più comunemente implementata per il pre-filtraggio o post-filtraggio, in una fase separata dal filtraggio in ceramica, in entrambi i casi viene applicata prima dell'aggiunta di disinfettanti chimici utilizzati per controllare i batteri o virus che i filtri non possono rimuovere. Il carbone attivo è in grado di rimuovere il cloro dall'acqua trattata, eliminando ogni protezione residua rimasta contro gli agenti patogeni, e non dovrebbe, in generale, essere utilizzato senza un'attenta riflessione dopo i trattamenti di disinfezione chimica nel trattamento di depurazione delle acque.

### Disinfezione chimica

#### Iodio
Un agente utilizzabile per la disinfezione dell'acqua è lo iodio. In genere, lo si scioglie in acqua in forma di cristalli o di pastiglie, contenenti idroperioduro di tetraglicina; ogni pastiglia rilascia 8 mg di iodio. Lo iodio è in grado di uccidere molti (ma non tutti) gli agenti patogeni più comuni, presenti nelle sorgenti d'acqua naturali. Esso costituisce una soluzione imperfetta, ma pratica, per la disinfezione di acqua potabile.
Sono in commercio kit per la disinfezione dell'acqua che contengono due pastiglie: una con lo iodio, da utilizzare per la disinfezione, e una che rilascia vitamina C (acido ascorbico) e che permette di rimuovere il sapore di iodio dall'acqua. L'acido ascorbico, infatti, porta alla precipitazione di buona parte dello iodio disciolto in soluzione. Per questo motivo, esso va aggiunto solo dopo che è stato dato allo iodio tempo sufficiente per agire. Questo intervallo di tempo è di 30 minuti, se si tratta di acqua relativamente pura e a temperatura ambiente, ma molto di più in caso di acqua fredda o torbida.
Un altro effetto del trattamento dell'acqua con idroperioduro di tetraglicina è che un essere umano assorbe dall'acqua trattata solo il 2% dello iodio radioattivo che altrimenti assorbirebbe; questo può essere un fattore da prendere in considerazione in caso di sopravvivenza da un evento nucleare.
L'acqua trattata con questo sistema non è adatta per le persone allergiche allo iodio.
L'idroperioduro di tetraglicina conserva la sua efficacia a tempo indefinito, finché il contenitore non viene aperto; la durata di conservazione è lunghissima, se il contenitore viene richiuso immediatamente dopo ogni apertura. Tuttavia, ci sono alcuni produttori che consigliano di non usare le pastiglie a distanza maggiore di tre mesi dalla prima apertura della confezione.

#### Clorazione
La clorazione dell'acqua consiste nell'addizionare all'acqua ipoclorito di sodio.
Né il cloro, né lo iodio da soli sono considerati del tutto efficaci contro il Cryptosporidium. Essi sono considerati parzialmente efficaci contro il Giardia. Lo iodio richiede almeno 30 minuti contro il Giardia. Per quanto riguarda quest'ultimo, il cloro viene considerato un agente più efficace dello iodio.

#### Altro
Come alternativa al trattamento con iodio, possono essere usate, in certi casi, pastiglie agli ioni d'argento o al diossido di cloro. Se ne trovano in commercio con i nomi di Micropur Forte, Aquamira, Pristine. Lo svantaggio principale è dato dai tempi richiesti (di solito, da 30 minuti a 4 ore, a seconda della formula usata). Un altro problema che può verificarsi è dato dal depositarsi e dall'accumularsi di composti dell'argento in diversi tessuti corporei, il che può portare alla cosiddetta argiria, che porta ad una permanente pigmentazione grigio-bluastra della pelle, degli occhi, e delle membrane mucose.

### Flocculazione/disinfezione
Sono stati commercializzati da più di dieci anni, sistemi composti da flocculanti e disinfettanti ma, solo recentemente, una loro versione ha mostrato essere efficace nell'uccidere o nel rimuovere agenti patogeni microbici e nel ridurre le diarree. Sebbene il prodotto venga usato estensivamente in situazioni di emergenza, è stato sospeso lo sforzo nella commercializzazione, dopo il fallimento nell'ottenere vendite adeguate. Ha avuto invece successo la strategia di vendere prodotti in piccole quantità per consumatori a rapida mobilità. Il relativo alto costo di un trattamento routinario, la necessità di dimostrazioni per introdurre la metodica, e il tempo e lo sforzo richiesto per usare la metodica, ne hanno limitato l'applicazione.

### Raggi ultravioletti
I raggi UV distruggono il DNA dei batteri e dei virus e impediscono loro di riprodursi. Senza la riproduzione, i microbi diventano molto meno pericolosi. La radiazione ultravioletta con la lunghezza d'onda di 240 - 290 nm agisce sulla timina, una delle quattro basi azotate del DNA. Quando un fotone della radiazione ultravioletta è assorbito da una molecola di timina che è unita ad un'altra molecola di timina nella catena del DNA, si crea un legame covalente (o dimero) tra le due molecole. Il dimero di timina impedisce agli enzimi di leggere il DNA e di copiarlo, neutralizzando così l'azione del microbo.
I raggi UV sono molto efficaci nella potabilizzazione dell'acqua dai batteri e dai virus, ma non nella potabilizzazione da sostanze chimiche.
Il WHO ha calcolato che il costo della potabilizzazione dell'acqua con i raggi UV costa 2 centesimi di dollaro per 1000 litri di acqua.

### Solar water disinfection

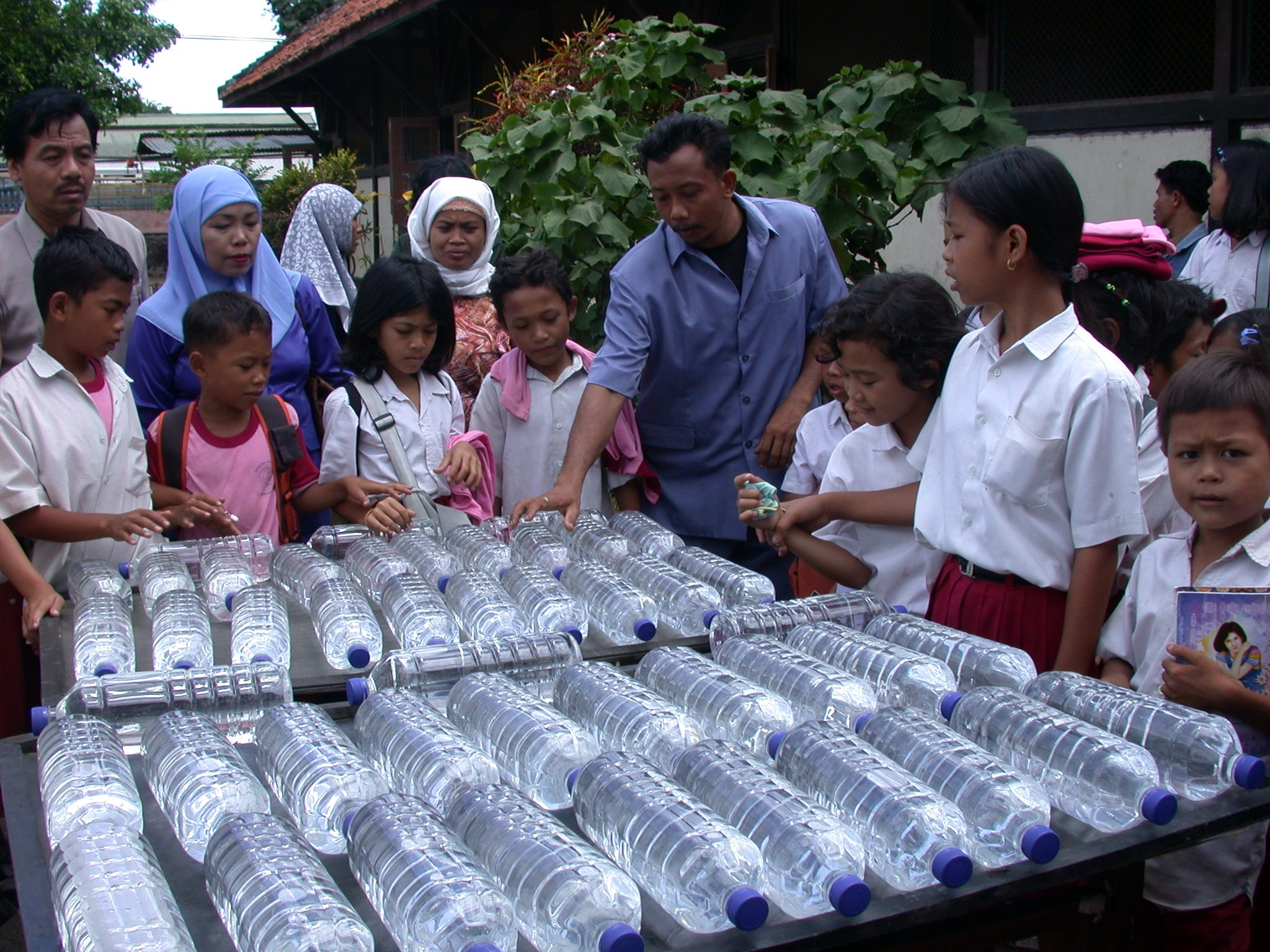
Applicazione del SODIS in Indonesia

I microbi vengono distrutti dalla temperatura e dai raggi ultravioletti dovuti all'azione del Sole. L'acqua viene versata in una bottiglia di plastica trasparente PET. Per ottenere una buona ossigenazione dell'acqua, le bottiglie vengono agitate, prima che vengano riempite completamente. A questo punto, le bottiglie vengono esposte alla luce del sole, preferibilmente su un tetto di metallo ondulato, e leggermente inclinate, in modo da rendere massima l'esposizione alle radiazioni solari. Le bottiglie vengono lasciate per sei ore, se c'è pieno sole, o per due giorni, se parzialmente nuvoloso.
La disinfezione dell'acqua viene raggiunta dalla combinazione dell'azione del calore (dovuto ai raggi solari) e dei raggi ultravioletti che attraversano l'acqua.
Usando bottiglie di vetro non è possibile raggiungere lo stesso grado di disinfezione ottenuto tramite bottiglie in plastica PET. Ciò è dovuto principalmente a due ragioni:
- le bottiglie di vetro, per la maggior parte, sono opache rispetto alle lunghezze d'onda ultraviolette necessarie per ottenere una disinfezione completa;
- in genere, le bottiglie di vetro sono più spesse rispetto alle bottiglie in plastica, il che riduce ulteriormente la quantità di raggi ultravioletti che raggiunge l'interno della bottiglia.

Questo fa sì che, in genere, le bottiglie di vetro rendano insufficiente l'azione dei raggi ultravioletti, anche se resta l'azione dovuta al riscaldamento dell'acqua. Pertanto, l'acqua può ancora contenere una carica batterica e/o virale potenzialmente pericolosa, anche dopo l'applicazione del sistema SODIS.

### Dissalazione
La dissalazione dell'acqua permette di avere acqua pura, senza organismi viventi e sostanze chimiche.
L'assunzione dell'acqua dissalata (a volte confusa con l'acqua distillata) per lunghi periodi è dannosa, perché è priva di sali utili all'organismo che vengono tipicamente assunti proprio dall'acqua.
Uno strumento portatile utilizzabile per dissalare l'acqua è il dissalatore ad energia solare.

## Prevenzione della contaminazione dell'acqua

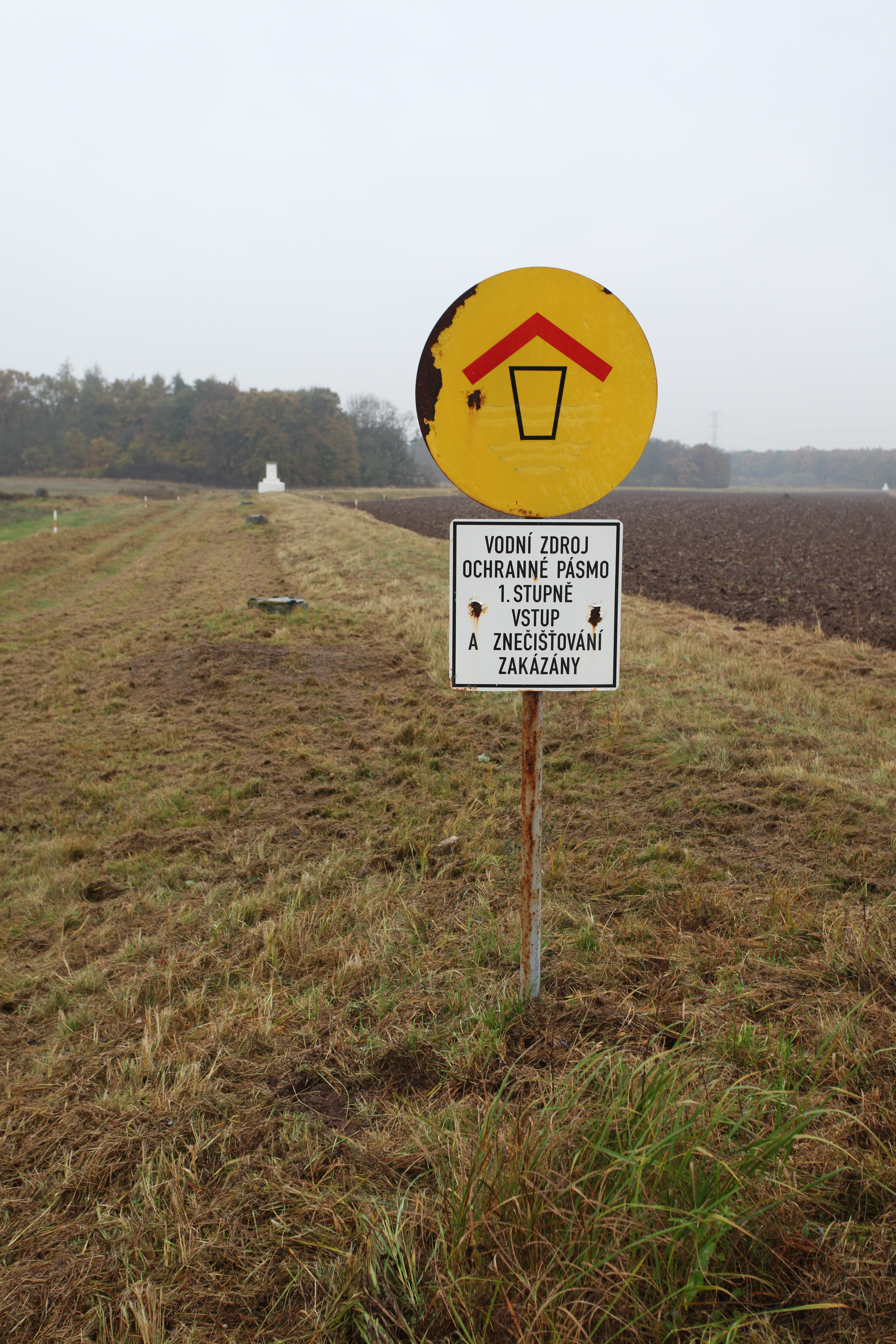
Prevenzione della contaminazione delli fonti d'acqua potabile por la zona sanitaria I, Káraný, Repubblica Ceca

I rifiuti devono essere smaltiti lontano dalle acque. In genere si sotterrano le deiezioni di persone o animali ad una distanza di almeno 100 metri da tutti i sentieri e di almeno 200 metri dall'acqua corrente e dagli insediamenti.